# Pseudolembosia geographica
Pseudolembosia geographica är en svampart som först beskrevs av George Edward Massee, och fick sitt nu gällande namn av Ferdinand Theissen 1913. Pseudolembosia geographica ingår i släktet Pseudolembosia och familjen Parmulariaceae.   Inga underarter finns listade i Catalogue of Life.